# Преступление 101
«Преступление 101» (англ. Crime 101) — предстоящий американский криминальный фильм режиссёра Барта Лейтона. Экранизация рассказа Дона Уинслоу «Преступление 101». Главные роли в фильме исполнят Крис Хемсворт, Марк Руффало и Барри Кеоган.

## Сюжет
По всему Тихоокеанскому побережью происходит серия краж драгоценностей высокого уровня, полиция связывает их с колумбийскими картелями. Детектив Лу Лубесник считает, что это дело рук одного преступника — вора, жаждущего сорвать последний куш.

## В ролях
- Крис Хемсворт — Дэвис, похититель драгоценностей
- Марк Руффало — Лу Лубесник, детектив
- Барри Кеоган
- Хэлли Берри
- Моника Барбаро
- Кори Хокинс
- Дженнифер Джейсон Ли
- Ник Нолти
- Тейт Донован
- Девон Бостик
- Пол Адельштейн
- Дрю Пауэлл
- Мэттью Дель Негро

## Производство
Производством фильма занимается студия Amazon MGM, режиссёром стал Барт Лейтон. Лэйтон также написал сценарий на основе рассказа Дона Уинслоу при участии Питера Страугана. Продюсерами стали Эрик Феллнер, Тим Беван, Димитрий Доганис, Деррин Шлезингер, Шейн Салерно и Лейтон. В главных ролях снялись Марк Руффало, Крис Хемсворт и Барри Кеоган, Хемсворт также выступил продюсером вместе с Беном Грейсоном. Amazon выиграл торги за права на рассказ в 2023 году, и в первых сообщениях тогда говорилось, что Педро Паскаль ведёт переговоры о том, чтобы сняться вместе с Хемсвортом. В октябре к актёрскому составу присоединились Хэлли Берри, Кори Хокинс и Моника Барбаро в неизвестных ролях. В ноябре Дженнифер Джейсон Ли, Ник Нолти, Тейт Донован, Бабак Тафти, Пейман Маади, Дебора Хедволл, Девон Бостик, Пол Адельштейн, Дрю Пауэлл и Мэттью Дель Негро дополнили актёрский состав.
Основные съёмки начались в октябре 2024 года в Лос-Анджелесе.

## Выход
Выпуск фильма в США был намечен на 2025, но затем был перенесён на 13 февраля 2026 года.